# James II của Anh
James II và VII (14 tháng 10 năm 1633 – 16 tháng 9 năm 1701) là vua của Anh và Ireland với vương hiệu James II và cũng là vua của Scotland với vương hiệu James VII, từ ngày 6 tháng 2 tháng 1685 tới 11 tháng 12 năm 1688. Ông là vị vua theo Công giáo cuối cùng cai trị ba vương quốc Anh, Scotland và Ireland. James thừa hưởng ngôi báu từ người anh trai Charles II sau khi Charles II qua đời vào năm 1685 mà không có một người con hợp pháp nào. Từ ngày đầu ở ngôi, ngày càng nhiều thành viên của các phe phái chính trị và tôn giáo của Anh chống lại James vì ông quá thân thiện với Pháp, quá xem trọng Công giáo và việc ông quá chuyên quyền. Sự căng thẳng này bùng nổ khi nhà vua có được một Vương thái tử theo Công giáo La Mã là James Francis Edward Stuart, những quý tộc hàng đầu liền kêu gọi vương công William III xứ Orange (con rể và cháu của James) đem quân từ Hà Lan đổ bộ vào Anh. Điều này buộc James chạy khỏi Anh (và vì thế ông bị Quốc hội Anh xem như tự thoái vị) trong cuộc Cách mạng Vinh Quang năm 1688. Nối ngôi ông chính là William, với Vương hiệu William III, đồng cai trị với vợ (và cũng là con gái của James) là Mary II trong thời kỳ gọi là William và Mary từ năm 1689. James sau đó đã có những nỗ lực mạnh mẽ nhằm giành lại ngôi báu với việc ông đổ bộ lên Ireland năm 1689 nhưng ông buộc phải nhanh chóng quay về Pháp mùa hè năm 1690, sau sự kiện lực lượng thân ông là Jacobite bị lực lượng Williamite của William đánh bại tại trận sông Boyne. Ông trải qua phần đời còn lại với vị trí là một người tranh chấp ngai vàng Anh tại một lâu đài ở Pháp dưới sự bảo trợ của người anh họ và đồng minh là vua Louis XIV của Pháp.
Vua James II được biết đến nhiều vì niềm tin của ông vào chủ nghĩa quân chủ chuyên chế và những nỗ lực nhằm đem lại tự do tôn giáo cho thần dân của mình, những điều trái với đòi hỏi của Quốc hội Anh. Quốc hội Anh, vốn đang chống lại chủ nghĩa chuyên chế đang lên cao ra tại nhiều quốc gia Châu Âu khác cũng như phản đối việc Anh giáo mất vị thế tối cao trong luật pháp, cho rằng sự bất đồng của họ là cách để bảo vệ "những tự do vốn có của nhân dân Anh", theo như cách gọi của họ. Sự căng thẳng này làm cho bốn năm cai trị của vua James II trở thành một cuộc tranh chấp về quyền lực của Quốc hội Anh và nhà vua, điều mà rốt cuộc làm James phải mất ngôi. Việc này còn dẫn đến sự kiện Quốc hội thông qua Luật về các Quyền năm 1689 (Bill of Rights 1689) nhằm tăng quyền cho chính mình và hạn chế vương quyền, và việc Nhà Stuart bị thay thế bởi nhà Hanover qua Đạo luật về Quyền kế vị 1701 (Act of Settlement 1701).

## Thiếu thời

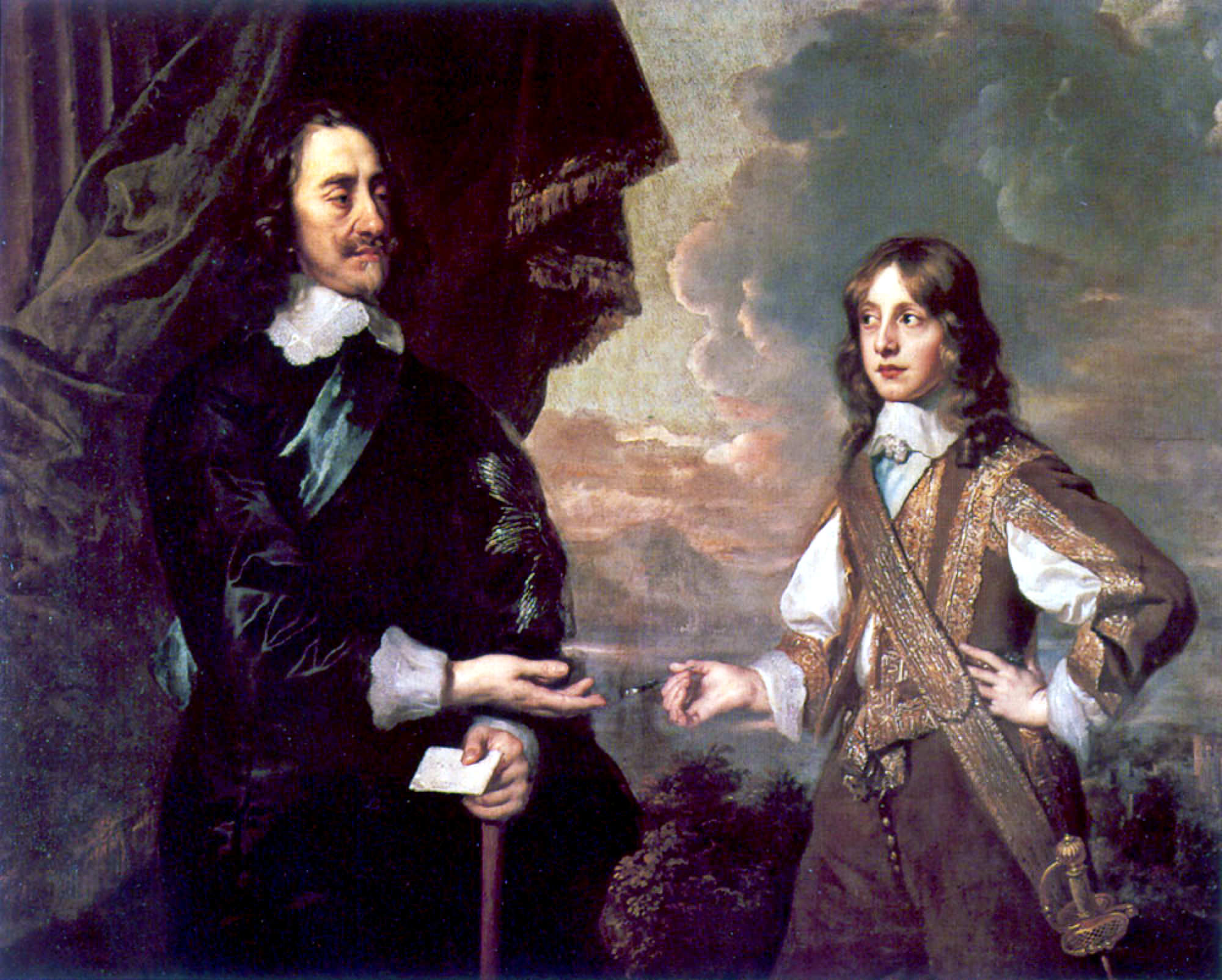
Vị vua tương lai James II và cha ông, vua Charles I

Vương tử James là người con thứ hai sống đến tuổi trưởng thành của vua Charles I và Công chúa Henrietta Maria của Pháp. Ông sinh tại Cung điện Thánh James ở thủ đô Luân Đôn vào ngày 14 tháng 10 năm 1633. Cùng năm, ông được Tổng Giám mục Canterbury thuộc Anh giáo là William Laud rửa tội. James được giáo dục cùng với anh trai của mình, vị vua tương lai Charles II của Anh, và hai con trai George và Francis Villiers của Công tước thứ nhất xứ Buckingham George Villiers. Khi lên 3, James được phong làm Đại Đô đốc Anh Quốc. Vị trí này ban đầu chỉ mang tính danh dự nhưng sau đó lại có quyền lực đáng kể sau cuộc Khôi phục vương vị Anh (the Restoration), khi mà James đã trưởng thành.

## Nội chiến Anh
Vào năm 1642, James được nhận Huân chương Garter và sau đó ông trở thành Công tước xứ York vào ngày 22 tháng 1 năm 1644. Khi xung đột giữa vua cha Charles I và Quốc hội biến thành nội chiến, James đang ở tại Oxford, một thành trì trung thành với Hoàng gia. Khi thành phố đầu hàng sau trận bao vây Oxford năm 1646, các lãnh đạo của Quốc hội ra lệnh giam giữ James tại Cung điện Thánh James. Vào năm 1648, ông bỏ trốn và cải trang đi đến thủ đô Den Haag của Hà Lan. Sau khi Charles I bị phe nổi dậy xử tử vào năm 1649, phe bảo hoàng đưa anh trai của James lên ngôi với vương hiệu Charles II của Anh. Charles II được Quốc hội Scotland và Quốc hội Ireland công nhận và ông lên ngôi vua Scotland tại Scone vào năm 1651. Mặc dù Charles II còn tự xưng làm vua Anh tại Jersey, ông không thể giữ chắc được ngôi vị này và hậu quả là ông phải chạy đi Pháp và sống lưu vong tại đây.

## Lưu vong ở Pháp
Giống như anh trai mình, James tìm kiếm sự tỵ nạn ở Pháp và sau đó ông gia nhập Quân đội Pháp, dưới quyền của Thống chế Turenne, chiến đấu chống lại phe Fronde và sau đó chống lại đồng minh Tây Ban Nha của phe này. Trong thời gian phục vụ Quân đội Pháp, James có được kinh nghiệm thực chiến đầu tiên của mình. Theo một nhân chứng, ông "luôn bạo dạn và tiến lên dũng cảm để hoàn thành mọi thứ". Năm 1656, khi mà anh trai Charles của James giao kết đồng minh với kẻ thù của Pháp là Tây Ban Nha, James bị trục xuất khỏi Pháp và bị loại ngũ khỏi quân đội của Thống chế Turenne. James sau đó tranh cãi dữ dội với anh trai của mình về việc Charles chọn giao kết với Tây Ban Nha thay vì Pháp. Với một cuộc sống lưu vong nghèo khổ, cả Charles và James hầu như không có thể làm gì để tác động vào cục diện quan hệ rộng lớn giữa các vương quốc, và cuối cùng James cùng em trai Henry của mình đi đến Brugge thuộc Bỉ và gia nhập Quân đội Tây Ban Nha dưới quyền tướng Louis, Vương công của Condé. Sau đó ông đối đầu với những đồng đội cũ trong quân đội Pháp của mình trong trận đánh tại Dunes. Trong những năm tháng phục vụ Quân đội Tây Ban Nha, James kết bạn với hai anh em Công giáo người Ireland theo hầu nhà vua, Peter và Richard Talbot, và trở nên hơi ghẻ lạnh với những quân sư Anh giáo của anh trai ông. Vào năm 1659, nước Tây Ban Nha ký kết hiệp ước hòa bình với Pháp. Do nghi ngờ về những cơ hội giành lại ngôi báu của anh mình, James nghĩ đến việc nhận lời mời của làm Đô đốc Hải quân của người Tây Ban Nha. Cuối cùng, ông khước tứ chức vị này. Năm sau đó, tình hình nước Anh hoàn toàn thay đổi và Charles II lại được đưa lên ngôi.

## Khôi phục vương vị

### Hôn nhân lần thứ nhất

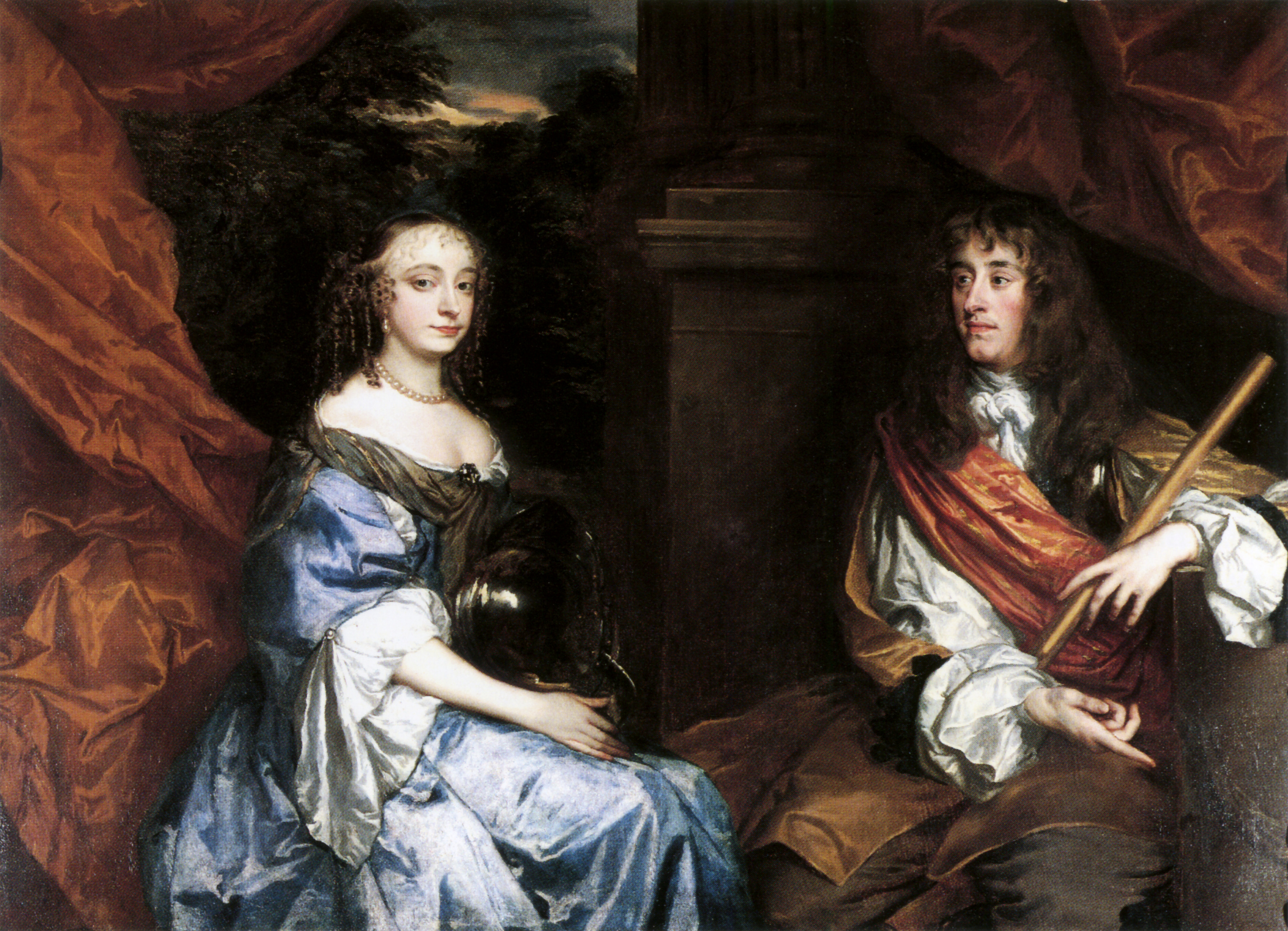
James và Anne Hyde vào thập niên 1660, qua nét vẽ của họa sĩ Peter Lely.

Sau cái chết của Oliver Cromwell vào năm 1658 và theo sau đó là sự sụp đổ của nền Cộng hòa Anh vào năm 1660, vua Charles II được đưa lên ngôi vua Anh. Tuy James là người thừa kế trước mắt nhưng xem ra ông sẽ khó có thể lên nối ngôi báu, vì vua Charles II hãy còn trẻ và vì thế có khả năng làm cha. Sau khi anh trai phục hồi vương vị, James được phong làm Công tước của Albany tại Scotland, đồng thời mang tước hiệu Anh Quốc là Công tước xứ York. Sau khi về nước Anh, James hứa hôn với Anne Hyde, con gái của quan đại thần đầu triều Anh là Edward Hyde, việc này ngay lập tức gây tranh cãi. Vào năm 1659, trong quá trình tìm cách quyến rũ Anne, James hứa là sẽ cưới bà. Năm 1660, Anne có thai với James nhưng sau sự kiện phục hồi vương quyền Anh và việc James có quyền lực trở lại thì hoàng gia không muốn một vương tử cưới một thường dân, mặc kệ bất cứ lời hứa nào James đã đưa ra trước đó. Gần như tất cả mọi người, kể cả cha của Anne khẩn thiết yêu cầu Anne và James không lấy nhau. Thế nhưng James vẫn lấy Anne qua một lễ cưới bí mật, sau đó họ cũng có được một hôn lễ chính thức vào ngày 3 tháng 9 năm 1660 tại Luân Đôn. Đứa con trai đầu tiên của họ tên là Charles chết khi đang còn sơ sinh và năm đứa sau đó, cả trai lẫn gái, đều có cùng số phận. Chỉ có hai cô công chúa sống đến tuổi trưởng thành là Mary (s. 30 tháng 4 năm 1662) và Anne (6 tháng 2 năm 1665). Nhà quý tộc người Anh Samuel Pepys ghi trong nhật ký của ông rằng James rất thương con mình và cách ông làm cha và chơi với con mình "cũng giống như một người cha bình thường", điều này trái với cách làm cha mẹ luôn giữ khoảng cách trong vương thất thời gian đó. Vợ của James là một người rất tôn thờ chồng và gây ra nhiều ảnh hưởng đối với các quyết định của ông. Dù vậy, James vẫn có nhiều tình nhân khác nhau, bao gồm Arabella Churchill và Catherine Sedley, và vì thế James trở nên nổi danh như là một "tay hám gái vô ý thức nhất lúc sinh thời". Với Catherine Sedley, James có một con gái tên là Catherine Darnley (tên này được đặt vì James là một hậu duệ của Huân tước Darnley Henry Stuart). Anne Hyde qua đời năm 1671.

### Các chức vị chính trị và quân sự
Sau cuộc Khôi phục Vương vị, James được phê chuẩn làm Đại Đô đốc (Admiralty), nhờ đó ông có quyền bổ nhiệm quan Tổng trấn của Portsmouth và chức vụ Lord Warden of the Cinque Ports. James thống lĩnh Hải quân Hoàng gia trong các cuộc Chiến tranh Anh-Hà Lan lần thứ hai (1665–67) và lần thứ ba (1672–74). Sau khi Hải quân Hà Lan tấn công biển Medway vào năm 1667, James trông coi việc nghiên cứu và tái lập hệ thống phòng thủ bờ biển phía Nam. Chức Đại đô đốc cùng với lợi tức từ Bưu điện Anh và thuế rượu (mà Charles II trao cho James sau khi được khôi phục vương vị) đem đến cho James một mức lương đủ để duy trì một gia trang khá lớn.
Vào năm 1664, vua Charles II giao cho James cai quản vùng đất giữa sông Delaware và sông Connecticut ở châu Mỹ. Sau khi bị Quân đội Anh chiếm đóng, lãnh thổ cũ Tân Hà Lan của Hà Lan được đặt tên là Tỉnh New York để vinh danh James. Sau khi tỉnh New York được thành lập, Công tước James giao một phần của thuộc địa mới cho George Carteret và John Berkeley cai quản. Pháo đài Orange, cách sông Hudson 240 kilômet về phía Bắc, được đổi tên thành Albany, theo tước hiệu của James tại Scotland. Vào năm 1683, ông trở thành Giám đốc Công ty Cảng Hudson, nhưng không đóng vai trò tích cực trong việc cai quản Công ty này. James cũng cai quản Công ty Hoàng gia châu Phi - một Công ty buôn bán nô lệ.
Vào tháng 9 năm 1666, vua anh Charles II truyền lệnh cho ông lãnh đạo việc chữa cháy trong vụ Đại hỏa hoạn Luân Đôn, trong khi Thị trưởng khi ấy là Thomas Bloodworth không làm gì. Mặc dù chức vụ này hầu như không có quyền lực chính trị, những hoạt động và tài năng lãnh đạo của ông đều đáng chú ý. Một nhân chứng đương thời ghi nhận trong một bức thư đề ngày 8 tháng 9 (năm 1666) như sau: "Công tước xứ York đã giành được con tim của nhân dân qua việc ông liên tục dồn tâm trí một cách không mỏi mệt cả ngày lẫn đêm để giúp dập tắt trận cháy".

### Cải sang Công giáo và tục huyền

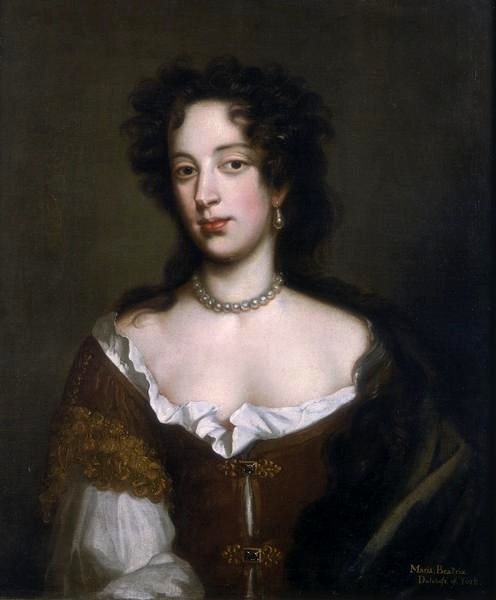
Mary xứ Modena, người vợ chính thức thứ hai của James

Thời gian James trải qua ở Pháp đã để ông tiếp xúc với đức tin và các nghi lễ của Công giáo; sau đó ông và vợ mình, bà Anne, ngày càng có cảm tình với Công giáo. Vào khoảng năm 1668 hay 1669, James cải sang Công giáo qua việc nhận bí tích thánh thể. Tuy nhiên, việc cải đạo này của James được giữ bí mật trong một thời gian và ông vẫn tiếp tục đi lễ nhà thờ Anh giáo cho tới tận 1676. Mặc dù đã cải đạo, ông vẫn tiếp tục có một quan hệ hợp tác chủ yếu với các tín đồ Anh giáo, bao gồm John Churchill, George Legge và các tín đồ Kháng cách người Pháp như là Bá tước thứ hai xứ Feversham Louis de Duras.
Vì lo sợ những ảnh hưởng của các tín đồ Công giáo trong triều đình, Quốc hội Anh ra một đạo luật mới tên Luật Khảo sát (Test Act) năm 1673. Luật mới này đòi hỏi tất cả quan lại và tướng tá quân đội phải ra một lời tuyên thệ. Lời tuyên thệ này buộc họ phải chối bỏ phép thánh thể và lên án một số lễ nghi khác của Công giáo như là sự mê tín và mê muội và chấp nhận bí tích thánh thể của Anh giáo. James từ chối thực hiện bất cứ yêu cầu nào của Luật Khảo sát và thay vào đó ông từ bỏ chức Đại Đô đốc của Hải quân Anh. Và chính việc này đã công khai việc James đã cải đạo.
Vua Charles II chống đối việc cải đạo, và huấn lệnh rằng, các con gái của James là Mary và Anne phải được nuôi dạy với tư cách là những tín đồ Kháng Cách. Tuy nhiên, ông cho phép James cưới một tín đồ Công giáo là Mary xứ Modena - một Công nương mới 15 tuổi người Ý. Ngày 20 tháng 11 năm 1673, James tiến hành việc cưới vắng mặt Mary theo nghi lễ Công giáo. Ngày 21 tháng 9, Mary tới Anh Quốc và Giám mục Oxford là Nathaniel Crew tiến hành một vài nghi lễ Anh giáo và không làm gì hơn ngoài công nhận cuộc hôn nhân Công giáo của James và Mary. Nhiều người Anh, vốn chẳng tin vào Công giáo, xem vị Công nương mới của xứ York là một gián điệp của Giáo hoàng Clêmentê X.

### Cuộc Khủng hoảng Loại trừ

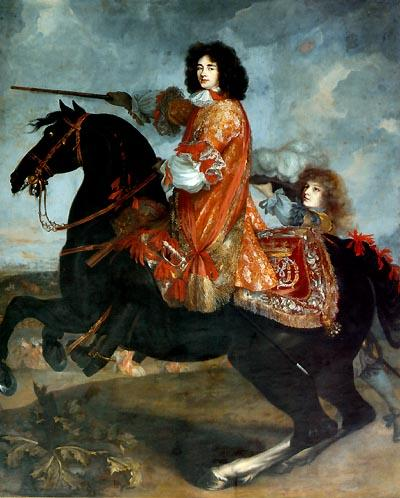
James Scott, Công tước thứ 1 xứ Monmouth, người được cho là con trai bất hợp pháp của Charles II và gắn liền với nhiều âm mưu chống lại James.

Vào năm 1677, James miễn cưỡng để gả con gái là Mary cho một tín đồ Kháng Cách là William xứ Orange (cũng là cháu trai của James). James ưng thuận sau khi vua anh Charles II và William đồng tình về cuộc hôn nhân này. Bất chấp cuộc hôn nhân Kháng Cách này, những nỗi lo sợ về một tiềm năng có một ông vua Anh theo Công giáo vẫn còn đó, sự sợ hãi lại còn gia tăng do vua Charles II và Vương hậu Catarina Henriqueta không thể sinh con. Cũng trong thời gian này, một linh mục Anh giáo đã bị tước phép tên là Titus Oates nói về một "mưu đồ của Giáo hoàng" nhằm giết vua Charles XII và đưa Công tước xứ York lên ngôi báu. Âm mưu tưởng tượng này đã làm cho làn sóng chống Công giáo lan tràn mãnh liệt trên khắp nước Anh.
Tại Anh Quốc, Bá tước thứ nhất của Shaftesbury, người từng giữ chức vị quan đại thần đầu triều và là nhân vật chống Công giáo chủ chốt, tìm cách loại trừ James khỏi danh sách những người kế thừa ngai vàng. Một vài thành viên của Quốc hội còn đề nghị vua Charles II truyền ngôi cho người con bất hợp pháp là James Scott, Công tước thứ 1 xứ Monmouth. Vào năm 1679, khi Dự luật Loại trừ (Exclusion Bill) có khả năng được thông qua, vua Charles II phải giải tán Quốc hội. Hai Quốc hội khác được bầu lên vào năm 1680 và 1681, nhưng cũng bị giải tán vì những lý do tương tự. Cuộc Khủng hoảng Loại trừ góp phần vào sự phát triển của hai đảng phái nước Anh: phe Wig thì ủng hộ Đạo luật Loại trừ, trong khi phe Tory thì phản đối. Cuối cùng, James không bị mất quyền kế vị, nhưng ông không được làm việc cùng các quan đại thần đầu triều, và phải đóng vai trò nhỏ bén hơn trong Chính phủ của vua Charles II.
Theo lệnh của nhà vua, James rời khỏi nước Anh mà đến Bruxelles thuộc Bỉ. Vào năm 1680, ông trở thành Quan Đại diện cao cấp (Lord High Commissioner) của xứ Scotland và đến sống tại Cung điện Holyrood ở Edinburgh nhằm trấn áp một cuộc nổi dậy và trông coi chính quyền thuộc hoàng gia. James sau đó quay về Anh trong thời gian ngắn khi mà Charles bệnh nặng và gần như sẽ chết. Làn sóng buộc tội chống lại James cuối cùng cũng qua đi, nhưng quan hệ giữa James với nhiều thành viên Quốc hội Anh bao gồm Bá Tước xứ Danby Thomas Osborne (vốn là đồng minh cũ của James) mãi mãi xấu đi và điều này còn trở thành một nhân tố lớn gây khó khăn cho James.

### Được khôi phục
Năm 1683, một âm mưu ám sát Charles và James và kích động một cuộc nổi dậy của những người Cộng hòa nhằm tái lập nền Cộng hòa Thịnh vượng chung Anh bị khám phá. Âm mưu này được gọi là Âm mưu Rye House gây ra tác dụng ngược với những người tham gia và tạo nên một làn sóng cảm thông với Nhà vua và James. Nhiều nhân vật danh tiếng của đảng Whigs bao gồm cả Công tước thứ nhất xứ Essex Arthur Capell và người con bất hợp pháp của Charles II là James Scott bị buộc tội có liên can. Capell tự sát còn Scott và nhiều người khác được làm ngơ để chạy sang Đại lục châu Âu sống lưu vong. Charles phản ứng lại âm mưu bằng cách tăng cường đàn áp đảng viên đảng Whigs và những người bất đồng. Thấy được uy tín của James đang lên cao, Charles II liền mời James quay trở lại Hội đồng Cơ mật của Hoàng gia Anh năm 1684. Dù vẫn còn một số ít trong Quốc hội Anh vẫn không thống nhất với khả năng có một ông vua theo Công giáo, nguy cơ loại bỏ James khỏi danh sách kế vị đã chính thức qua đi.

## Trị vì

### Lên ngôi báu

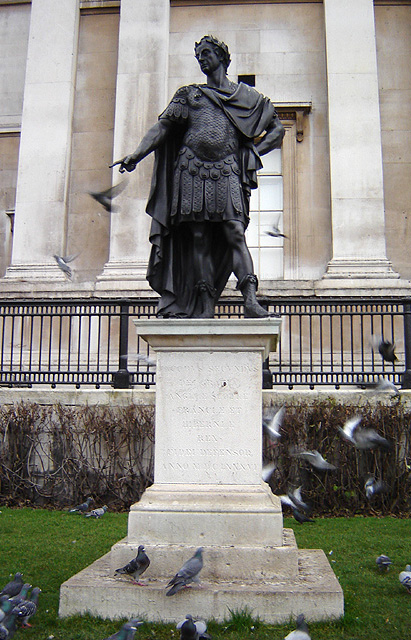
Tượng vua James II tại Quảng trường Trafalgar, thủ đô Luân Đôn

Vua Charles II qua đời vào năm 1685 sau khi cải theo Công giáo trong lúc hấp hối. Không có một người con hợp pháp nào, vua Charles II được kế thừa bởi em trai mình, vua James lên ngôi, lấy vương hiệu James II với tư cách là vua Anh, và James VII với tư cách là vua Scotland. Lúc này, không có ai phản đối sự lên ngôi của ông, và có những bản tin được lan truyền trong nhân dân đã ca ngợi việc kế ngôi đúng đắn của ông. Vị tân vương mong muốn nhanh chóng làm lễ đăng quang, và ông được gia miện tại Tu viện Westminster vào ngày 23 tháng 4 năm 1685. Nhà vua triệu tập Quốc hội mới vào tháng 5 năm 1685, Quốc hội này lấy tên là "Quốc hội Trung quân" và có thiện chí với ông trong lúc đó, nhà vua cũng huấn lệnh rằng phần lớn những người từng muốn loại trừ ông sẽ được tha tội nếu họ ưng thuận sự trị vì của ông. Phần lớn các quan lại của tiên vương Charles II đều tiếp tục giữ chức, chỉ có những ngoại lệ là các anh vợ của tân vương James II là Bá tước Clarendon và Bá tước Rochester đều được thăng chức, còn Halifax bị giáng chức. Quốc hội dành cho James một khoản trợ cấp cả đời rất hào phóng, bao gồm các khoản tiền lấy từ loại thuế tonnage and poundage đánh vào rượu nhập khẩu và các loại thuế riêng khác dành cho nhà vua. Quốc vương James II làm việc chăm chỉ hơn vua anh Charles II, nhưng ít thiện ý thỏa hiệp hơn, khi các quân sư không đồng tình với ông.

### Hai cuộc nổi dậy
Ít lâu sau khi lên ngôi, tân vương James II phải đối phó với một phong trào nổi dậy ở miền Nam Anh Quốc, do cháu trai ông là Công tước xứ Monmouth lãnh đạo, và một cuộc nổi dậy khác tại Scotland do Archibald Campbell, Bá tước của Argyll khởi xướng. Cả Argyll và Monmouth đều tiến quân từ Holland, nơi cháu đồng thời là con rể của vua James II - William xứ Orange - quên ngăn cản họ hoặc chấm dứt việc chiêu mộ binh sĩ của họ. Argyll đi thuyền đến xứ Scotland và, khi đặt chân lên đây, tuyển thêm binh lính chủ yếu từ gia tộc Campbell của ông ta. Nhà vua nhanh chóng đàn áp cuộc nổi dậy, và bản thân Argyll bị bắt sống tại Inchinnan vào ngày 18 tháng 6 năm 1685. Argyll không bao giờ trở thành một mối đe dọa đáng kể đối với nhà vua bởi vì ông ta đến nơi với một lực lượng ít hơn 300 người và không thể kêu gọi được nhiều hơn để gia nhập và chiến đấu dưới ngọn cờ của mình. Argyll sau đó bị dẫn độ đến Edinburgh. Tại đây, Argyll không bị xét xử gì bởi trước đó ông đã bị xử và kết án tử hình. Nhà vua phê chuẩn cái án này và ra lệnh Argyll phải bị xử tử trong vòng ba ngày sau khi lệnh phê chuẩn của mình đến nơi.
Quân nổi dậy của Monmouth và Argyll có phối hợp với nhau, như Monmouth còn nguy hiểm hơn đối với nhà vua. Monmouth xưng vương tại Lyme Regis vào ngày 11 tháng 6. Ông ta tìm cách chiêu mộ binh sĩ, nhưng không thể xây dựng một đội quân đủ mạnh để đánh bại dù một đội quân thường trực bé nhỏ của nhà vua. Quân Monmouth tấn công Quân đội nhà vua vào ban đêm, nhằm đánh úp Quân đội nhà vua, nhưng bị đánh tan tác trong trận Sedgemoor. Quân đội nhà vua, do Feversham và Churchill thống lĩnh, nhanh chóng phá tan quân Monmouth non yếu. Bản thân Monmouth bị bắt sống và bị hành quyết tại Tháp Luân Đôn vào ngày 15 tháng 7. Các Thẩm phán do nhà vua chỉ định—người nổi bật nhất có lẽ là Nam tước George Jeffreys—kết án nhiều phiến quân tội đi đày để lao công khổ sai ở các thuộc địa của Anh tại Caribe trong một loạt các phiên xử án về sau được gọi là Các phiên tòa đại hình đẫm máu (Bloody Assizes). Khoảng chừng 250 phiến quân bị xử tử. Dù cả hai cuộc nổi dậy đều bị dập tắt rất dễ dàng, chúng cũng làm cho quyết tâm chống các kẻ thù của James thêm cứng rắn và đồng thời cũng làm gia tăng sự nghi ngờ của ông đối với người Hà Lan.

### Chế độ quân chủ chuyên chế và chính sách tự do tôn giáo
Để bảo vệ bản thân chống những cuộc bạo loạn khác, nhà vua tìm kiếm sự an toàn bằng việc tăng cường một lực lượng Quân đội thường trực. Điều này khiến ông mất lòng dân, không chỉ vì các binh sĩ gây rối trong các thị trấn, mà còn vì nó còn ngược lại với truyền thống nước Anh là chỉ giữ một lực lượng Quân đội chuyên nghiệp trong thời bình. Quốc hội còn tỏ ra lo ngại hơn nữa khi James sử dụng đặc quyền của nhà vua (Royal Prerogative) để cho phép những người theo Công giáo chỉ huy nhiều Trung đoàn Bộ binh mà không cần phải tuyên thệ theo như yêu cầu của luật Khảo sát. Khi Quốc hội vốn từng ủng hộ James phản đối những chính sách này, nhà vua ra lệnh cho Quốc hội ngừng họp vào tháng 11 năm 1685, một hành động ông không bao giờ lặp lại trong suốt thời gian mình nắm quyền. Đầu năm 1686, hai bức thư của vua Charles II được tìm thấy trong tủ sắt và trong phòng nhỏ của ông chứa đựng những lý lẽ ủng hộ Công giáo trước Kháng Cách. Vua James II cho phát hành những bức thư này với một lời tuyên bố do ông ký tên và thách thức Tổng Giám mục Canterbury và toàn bộ các Giám mục Anh giáo trong Thượng viện Anh bác lại những lý lẽ của Charles II: "Hãy để cho Trẫm có một câu trả lời mạnh mẽ theo kiểu của một quý ông; và nó có thể có tác dụng trong việc các Ngươi quá muốn để Trẫm đứng đầu Giáo hội". Tổng Giám mục Canterbury từ chối việc này, lấy cớ là tôn kính vị tiên vương Charles II.

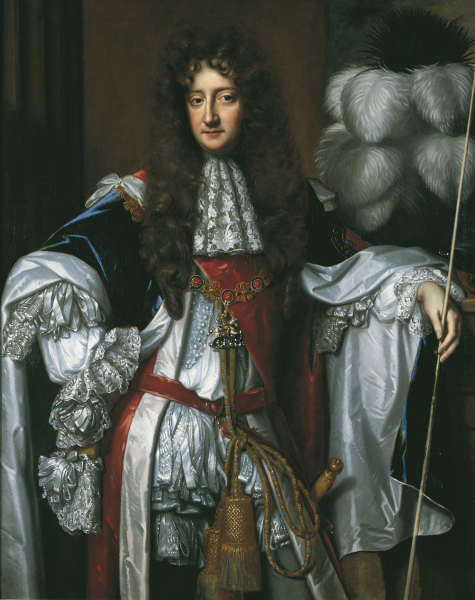
Rochester, từng là người ủng hộ James nhưng đến năm 1688, ông này quay sang chống đối cùng với nhiều người theo Anh giáo khác

Nhà vua chủ trương xóa bỏ Hình Luật (Penal Law) tại cả ba Vương quốc của ông, nhưng không có phép những người bất đồng được quyền cầu xin vua cứu vãn khỏi Hình Luật. Bằng lời lẽ do chính mình nghĩ ra, James bày tỏ căm phẫn về việc nhiều người thiếu thận trọng trong chủ trương bãi bỏ Hình Luật chống lại những người theo Kháng Cách. Khi Quốc hội Scotland mở phiên họp vào năm 1685, James gửi một bức thư đến để tuyên bố nguyện vọng của mình trong việc làm ra những Hình Luật mới chống lại những tín đồ khó dạy bảo theo Giáo hội Trưởng Lão và than phiền rằng ông không thể giá lâm tới tận nơi để mà giới thiệu điều luật đó. Đáp lại, Quốc hội Scotland thông qua một bộ luật quy định rằng "bất cứ ai truyền giáo trong một cuộc tập hợp tôn giáo bất hợp pháp trong nhà, hay là người tham gia một cuộc tập hợp tôn giáo bất hợp pháp ngoài trời, bao gồm cả người tham gia và người truyền đạo, sẽ bị phạt tội chết và tịch biên gia sản". Vào tháng 3 năm 1686, James gửi một bức thư cho Hội đồng Cơ mật Scotland nhằm vận động sự khoan thứ cho Công giáo nhưng vẫn tiếp tục các chính sách ngược đãi Giáo hội Trưởng Lão, lấy lý do là việc những thành viên hội này từ chối ưng thuận những nguyện vọng của ông. Hội đồng Cơ mật giải thích rằng họ chỉ sẽ ban những giảm nhẹ cho những người theo Công giáo nếu một sự giảm nhẹ tương tự cho những người Covenanter (những người theo Giáo hội Trưởng Lão ở Scotland) và nếu James hứa sẽ không cố làm gì phương hại tới phong trào Kháng Cách. James đồng ý và ông ra một chỉ dụ giảm nhẹ sự ngược đãi cho Giáo hội Trưởng lão nhưng không phải là sự khoan thứ hoàn toàn giống như bên Công giáo, ông tuyên bố rằng Kháng Cách là một tà giáo và ông không hứa là sẽ không định kiến một tà giáo.
Nhà vua phong cho các tín đồ Công giáo La Mã những chức vụ cao nhất trong các Vương quốc của ông, và tiếp kiến vị Sứ thần của Tòa Thánh là Ferdinando d'Adda tại cung đình Anh Quốc - vị sứ giả đầu tiên từ Roma tới Luân Đôn kể từ thời kỳ trị vì của Nữ hoàng Mary I. Edward Petre, linh mục nghe xưng tội thuộc Dòng Tên của James, là một nhân vật đặc biệt gây ra sự giận dữ trong giới Kháng Cách. Khi quan Khâm Sai Thượng thư (King's Secretary of State) là Robert Spencer bắt đầu việc đưa các nhân vật Công giáo được sủng ái vào trong triều đình thì James bắt đầu mất đi sự tin tưởng của rất nhiều người ủng hộ ông theo Anh giáo. Ngoài ra, Spencer còn thanh trừng cả những người anh em rể theo Anh giáo của nhà vua và những người ủng hộ họ. Tín đồ Công giáo chiếm chưa tới một phần mười lăm dân số Anh. Vào tháng 5 năm 1686, James cần phải có được một phán quyết từ các tòa án Thông luật Anh để chứng minh quyền của nhà vua không màn đến các bộ luật của Quốc hội là một quyền hợp pháp. Ông thải hồi toàn bộ những thẩm phán không cùng quan điểm trong vấn đề này cũng như cả vị Trưởng quan Phụ trách Pháp luật (Solicitor General) của Triều đình Heneage Finch. Vụ kiện tụng này, được gọi là Godden kiện Hales xác nhận quyền tự quyết định của nhà vua với mười một trên mười hai vị Thẩm phán ở Godden đưa ra phán quyết thuận cho quyền này của nhà vua.
Vào năm 1687, ông ban hành Tuyên ngôn Đặc ân (Declaration of Indulgence), còn gọi là Tuyên ngôn Tự do Đức tin (Declaration for Liberty of Conscience), theo đó ông sử dụng đặc quyền của mình để phủ nhận hiệu lực của các bộ luật trừng trị các tín đồ Công giáo và những người bất đồng theo Kháng Cách. Để quần chúng đồng tình với chính sách tự do tôn giáo của mình, James thân hành đến miền Tây nước Anh để diễn thuyết với thần dân vào Mùa Hè năm 1687. Trong một bài phát biểu ở Chester, ông nói "giả sử... có một bộ luật quy định tất cả người da đen phải bị giam giữ, nó hẳn thật là vô căn cứ và cũng giống như thế nếu chúng ta sinh sự với người khác chỉ vì họ có những quan điểm hoặc những thái độ [về đức tin] không giống chúng ta". Trong thời gian đó, vua James II cũng ban hành chính sách tự do một phần ở xứ Scotland, dùng đặc quyền của ông để mang lại sự tự do cho các tín đồ Công giáo và tự do một phần cho các tín đồ Trưởng Lão.
Vào năm 1688, James ra lệnh cho tất cả các linh mục Anh giáo phải đọc bản Tuyên ngôn trước giáo dân nhà thờ của mình. Việc này càng làm các Giám mục Anh giáo trở nên xa cách với người đứng đầu Giáo hội. Tuy bản tuyên ngôn làm cho James có được sự biết ơn ít ỏi từ những tín đồ Công giáo và người biệt giáo, nó làm cho đồng minh truyền thống của hoàng gia là Giáo hội Anh giáo lâm vào thế khó xử khi bị bắt buộc phải tự giảm bớt quyền lợi của mình. James còn gây nên những phản ứng chống ông mạnh hơn khi ông tìm cách giảm bớt sự độc quyền của Anh giáo trong giáo dục. Ở Đại học Oxford, James làm mất lòng các tín đồ Anh giáo khi ông cho phép các tín đồ Công giáo giữ các chức vụ quan trọng trong hai trường lớn nhất của Oxford là Christ Church và University College. Ngoài ra, James còn tìm cách buộc những Ủy viên Kháng cách của Đại học Magdalen College (cũng thuộc Oxford) phải bầu Anthony Farmer, một người có nhiều tai tiếng và được xem là một tín đồ Công giáo bí mật, làm giám đốc khi mà vị giám đốc đương quyền qua đời. Việc này vi phạm quyền tự quyết của các Ủy viên trong việc tự do bầu chọn các ứng cử viên.
Vào năm 1687, nhà vua chuẩn bị đưa những người ủng hộ ông vào Quốc hội, để Quốc hội có thể xóa bỏ Luật Khảo sát và Hình Luật. Những người Anh ly khai khỏi Giáo hội Anh giáo thuyết phục vua James II bằng cách khẳng định rằng họ ủng hộ ông và ông có thể khỏi cần phải lệ thuộc vào các tín đồ Anh giáo và phái Tory. James mở một cuộc thanh trừng toàn diện nhắm vào các quan lại dưới quyền chống lại kế hoạch của ông, bổ nhiệm các khâm sai (lords-lieutenant) mới và tổ chức lại các hội đồng chính quyền các thành thị và các phường hội. Vào tháng 10, James ra lệnh cho các quan Khâm sai ở các tỉnh chất vấn các thành viên Hội đồng Hòa Bình ba câu hỏi tiêu chuẩn: liệu họ có đồng ý bãi bỏ Luật Khảo sát và Hình luật, liệu họ có trợ giúp các ứng cử viên có ý định làm thế và liệu họ có chấp nhận Tuyên ngôn Đặc ân. Trong vòng ba tháng đầu năm 1688, hàng trăm người trả lời một cách thù địch ba câu hỏi trên bị bãi chức. Bên cạnh đó, các thuộc cấp của nhà vua được trao quyền tiền trảm hậu tấu thanh trừng các Hội đồng chính quyền để cố gắng tạo ra vĩnh viễn một guồng máy bầu cử phục tùng hoàng gia. Cuối cùng, vào ngày 24 tháng 8 năm 1688, James đòi công bố các lệnh mở một cuộc tổng tuyển cử. Tuy nhiên, nhận được tin Vương công William xứ Orange sắp đổ bộ lên Anh Quốc, James rút lại các lệnh và gửi thư cho các khâm sai thẩm ra các cáo buộc về việc lạm quyền diễn ra khi xây dựng điều lệ và chuẩn bị cho bầu cử như là một phần của sự nhượng bộ của James để có được sự ủng hộ.

## Cuộc Cách mạng Vinh Quang

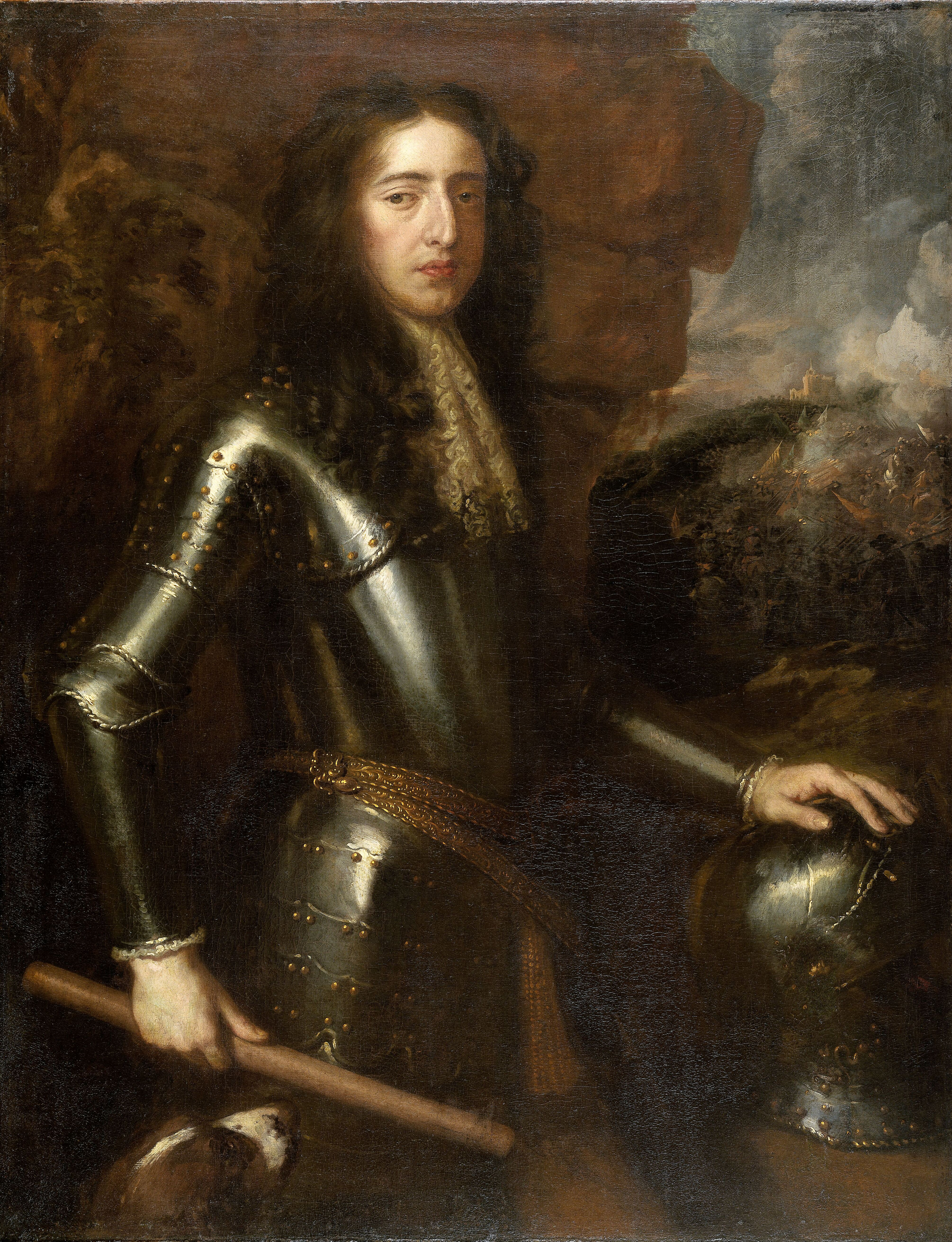
Con rể và cháu gọi James bằng cậu - William, được mời đến để "cứu vãn đức tin Kháng Cách".

Vào tháng 4 năm 1688, nhà vua tái ban hành bản Tuyên ngôn Đặc ân, sau đó ông truyền lệnh cho giới tăng lữ Anh giáo phải đọc bản Tuyên ngôn tại các Nhà thờ của họ. Khi bảy vị Giám mục, trong số đó Tổng Giám mục của Canterbury, đệ đơn thỉnh cầu nhà vua xét lại các chính sách tôn giáo, họ bị bắt sống và bị kết tội xúi dục bạo loạn. Quần chúng lại còn bức xúc hơn khi Hoàng hậu Mary sinh hạ một cậu con trai và Thái tử theo Công giáo, James Francis Edward vào ngày 10 tháng 6 vào năm đó. Khi hai người có khả năng kế vị duy nhất của James là hai cô con gái Kháng Cách của ông, các tín đồ Anh giáo có thể xem các chính sách trọng Công giáo của ông là chuyện lạ nhất thời, nhưng khi sự ra đời của Thái tử đem lại khả năng một Vương triều Công giáo vững chắc lên trị vì Anh Quốc, các tín đồ Anh giáo phải xét lại vị thế của họ. Lo sợ một Vương triều Công giáo lên ngôi, một số người Kháng Cách "tai to mặt lớn" tuyên bố vị Thái tử bé bỏng là "kẻ mạo danh" và đã được đưa lên giường ngủ của Hoàng hậu trong một cái lò sưởi ấm. Họ vốn đã tiến hành thỏa thuận với Vương công William xứ Orange, khi mọi người đều biết Hoàng hậu có thai, và sự ra đời của con trai James đã làm cho họ có thêm lý lẽ.
Ngày 30 tháng 6 năm 1688, một nhóm bảy quý tộc Kháng Cách mời Vương công xứ Orange mang quân đến Anh Quốc. Vào tháng 9, tình hình trở nên rõ ràng là William sẽ chinh phạt Anh Quốc. Vua James II tin rằng Quân đội của ông có đủ khả năng, do đó ông từ chối sự hỗ trợ của vua Louis XIV, vì lo sợ rằng nhân dân Anh sẽ phản đối sự can thiệp của Pháp. Khi William tiến đánh vào ngày 5 tháng 11 năm 1688, nhiều viên sĩ quan theo Kháng Cách, trong số đó có John Churchill, đào ngũ và theo về William, không những thế con gái của James là Công chúa Anne cũng làm việc tương tự. Nhà vua không đủ can đảm và không dám tấn công đội quân của William xứ Orange, dù Quân đội của ông có ưng thế vượt trội về quân số. Vào ngày 11 tháng 12 năm 1688, James tìm cách chạy trốn sang Pháp, đầu tiên ông vứt bỏ ấn tín xuống dòng sông Thames. James bị bắt sống tại Kent; sau đó, ông được thả ra và được người Hà Lan bảo vệ. Vương công xứ Orange không hề muốn James trở thành Thánh tử vì đạo nên cho phép James chạy trốn vào ngày 23 tháng 12. Người anh họ và đồng minh của ông - Louis XIV đón chào James, cho ông sống trong một cung điện và ban tiền trợ cấp.

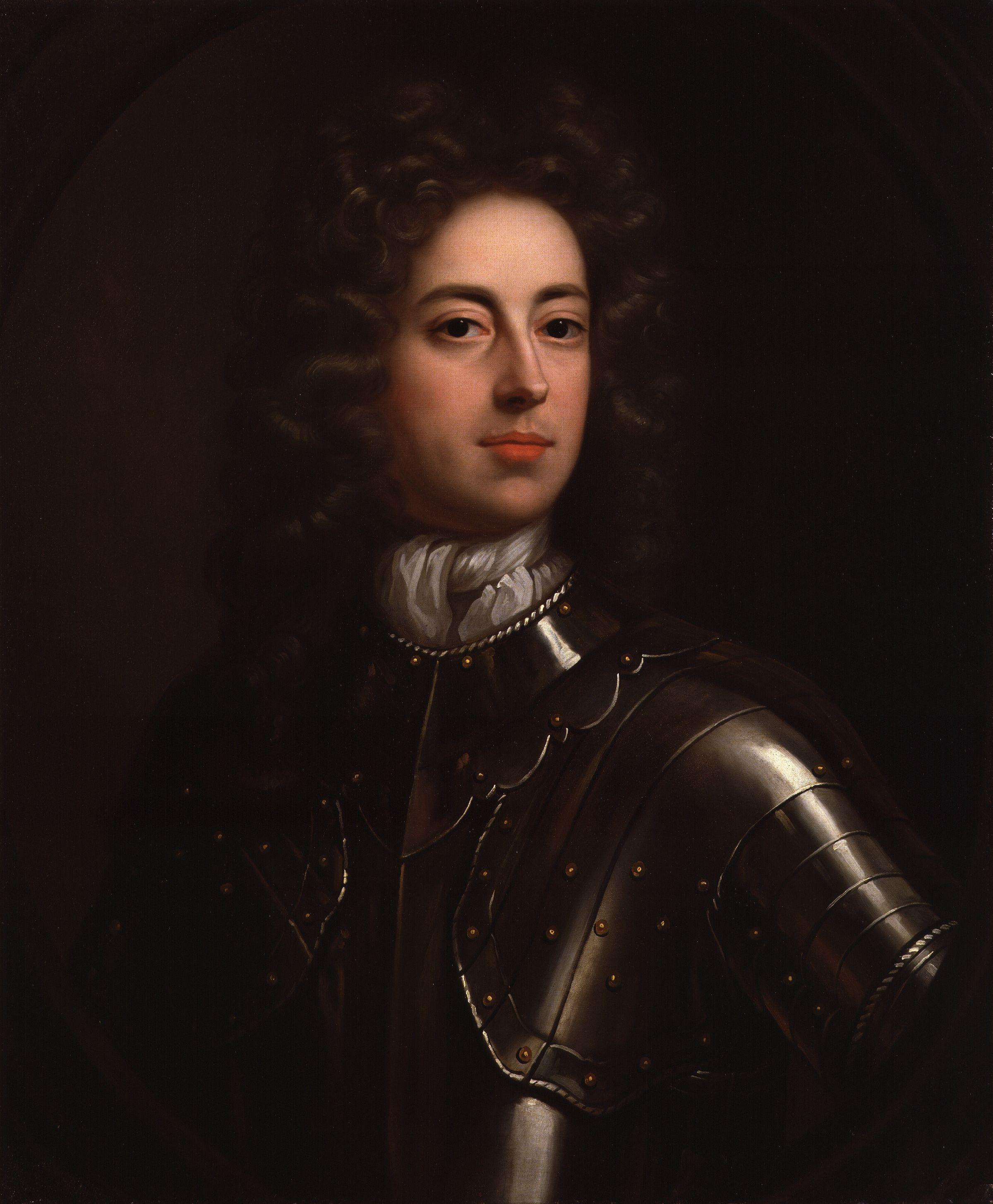
John Churchill từng là cận tướng của James trong vòng nhiều năm, nhưng theo về William xứ Orange vào năm 1688.

William triệu tập một Quốc hội Quy ước (Convention Parliament), để quyết định cách ứng xử đối với sự bỏ chạy của James. Trong khi Quốc hội Quy ước này từ chối hạ bệ ông, họ tuyên bố rằng James, vì đã lánh nạn sang Pháp và vứt bỏ ấn tín xuống dòng sông Thames, đã thực sự từ bỏ ngai vàng, và do đó ngai vàng Anh Quốc bị trống. Và để ngai vàng thoát khỏi tình trạng này, con gái của James là Mary được tấn phong làm Nữ hoàng; bà sẽ cùng trị vì với chồng bà là William, người sẽ được tấn phong làm Vua. Quốc hội Scotland vào ngày 11 tháng 4 năm 1689, tuyên bố rằng vua James đã mất ngôi. Quốc hội Anh cũng thông qua "Luật về các quyền" lên án James lạm dụng quyền hành. Những lời buộc tộc ông bao gồm việc ông đình chỉ các Đạo luật Khảo sát, việc ông bắt giam bảy vị Giám mục chỉ vì họ thỉnh tấu nhà vua, việc ông thiết lập một Quân đội thường trực, và việc ông gia tăng những hình phạt bạo ngược. Do đó, Bộ luật cũng tuyên bố rằng, không một tín đồ Công giáo nào được phép lên kế ngôi báu Anh Quốc, hoặc không một vị Quân vương Anh Quốc nào được quyền kết hôn với một tín đồ Công giáo.

## Những năm cuối đời

### Cuộc chiến xứ Ireland
Được quân Pháp hỗ trợ, cựu vương James II đổ bộ lên xứ Ireland vào tháng 3 năm 1689. Phần lớn nhân dân Ireland tỏ ra trung thành với ông. Quốc hội Ireland không theo chân Quốc hội Anh; họ tuyên bố rằng James II vẫn là Quốc vương và thông qua một lệnh tước quyền công dân và tịch thu tài sản quy mô lớn, để chống lại những người nổi dậy chống lại ông. Theo sự đề nghị của ông, Quốc hội Ireland thông qua Đạo luật Tự do Đức tin, theo đó mọi quyền tự do tôn giáo của tất cả các tín đồ Công giáo và Kháng Cách được hoan nghênh tại xứ Ireland. James II cũng tiến hành xây dựng một đội quân tại xứ Ireland, nhưng cuối cùng bị đánh bại trong trận đánh tại sông Boyne vào ngày 1 tháng 7 năm 1690 khi vua William III thân chinh kéo quân đến đánh tan tác quân của James II và củng cố quyền cai trị nước Anh. Một lần nữa, James II trốn sang Pháp, ông khởi hành từ Kinsale và sẽ không bao giờ quay về bất kỳ một Vương quốc cũ nào của mình. Do ông bỏ rơi những người Ireland ủng hộ ông, nhân dân Ireland gọi ông là Séamus an Chaca hay "tên James đáng bị phỉ nhổ ".

### Lại lưu vong tại Pháp

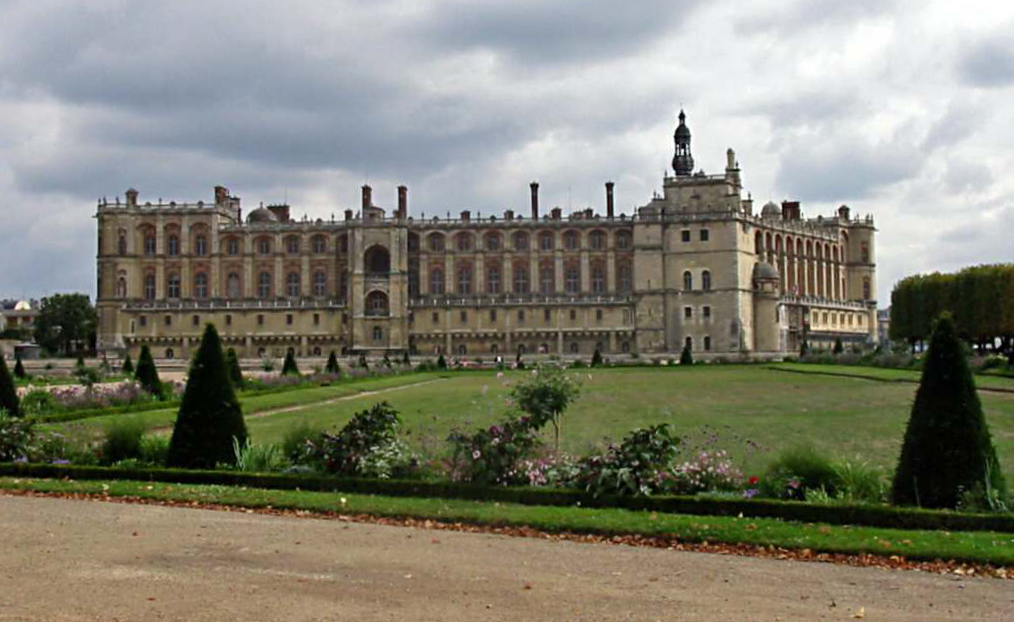
Lâu đài Saint-Germain-en-Laye, nơi cư ngụ của James khi lưu vong lần cuối cùng

Tại Pháp, James được phép sinh sống tại Cung điện Hoàng gia Saint-Germain-en-Laye. Vợ của ông và một số người ủng hộ ông cùng trốn chạy với ông, trong số đó có Bá tước của Melfort; phần lớn trong số họ đều là tín đồ Công giáo, nhưng không phải tất cả bọn họ. Vào năm 1692, đứa con cuối cùng của James là Louisa Maria Teresa ra đời. Một số người ủng hộ ở Anh Quốc âm mưu ám sát vua William III nhằm phục hồi ngôi vua cho James vào năm 1696, nhưng âm mưu này thất bại và gây ra tác dụng ngược làm cho lòng yêu mến người Anh dành cho James thêm xói mòn. Cùng năm đó, vua Louis XIV có đề nghị bầu cử James làm vua của Ba Lan, nhưng bị từ chối vì James lo sợ rằng việc ông đội chiếc Vương miện Ba Lan có thể làm cho ông không thể là vua nước Anh trong tâm trí nhân dân lúc ấy. Sau khi vua Pháp làm hòa với vua William III vào năm 1697, ông ta ít giúp đỡ James hơn hẳn.
Trong những năm tháng cuối đời, James sinh sống như một người sám hối khắc khổ. Ông viết một truyền ký cho con trai mình để chỉ bảo việc cai trị Anh Quốc, trong đó ông chỉ ra rằng tín đồ Công giáo cần phải nắm giữ một chức Thượng thư, một chức Ủy viên Tài chính, Bộ Chiến tranh và đa số các Sĩ quan trong Quân đội. James qua đời vì một cơn xuất huyết não vào ngày 16 tháng 9 năm 1701 tại Saint-Germain-en-Laye. Xác của ông được đặt trong một quan tài tại Nhà nguyện Thánh Edmund trong Nhà thờ những người Anh tu theo dòng thánh Bênêđictô ở phố Saint-Jacques, Paris. Trong tang lễ của ông, tu sĩ Henri-Emmanuel de Roquette là người đọc bài điếu văn. Vào năm 1734, Tổng Giám mục thành Paris mở án tìm chứng cớ để phục vụ cho việc phong James làm Thánh, nhưng rồi chẳng có chuyện gì xảy ra sau đó. Trong cuộc Cách mạng Pháp, lăng mộ của James bị cướp phá và hài cốt của ông bị giày xéo đến mức hầu như không còn chút gì tồn tại tới ngày nay.

## Việc kế vị

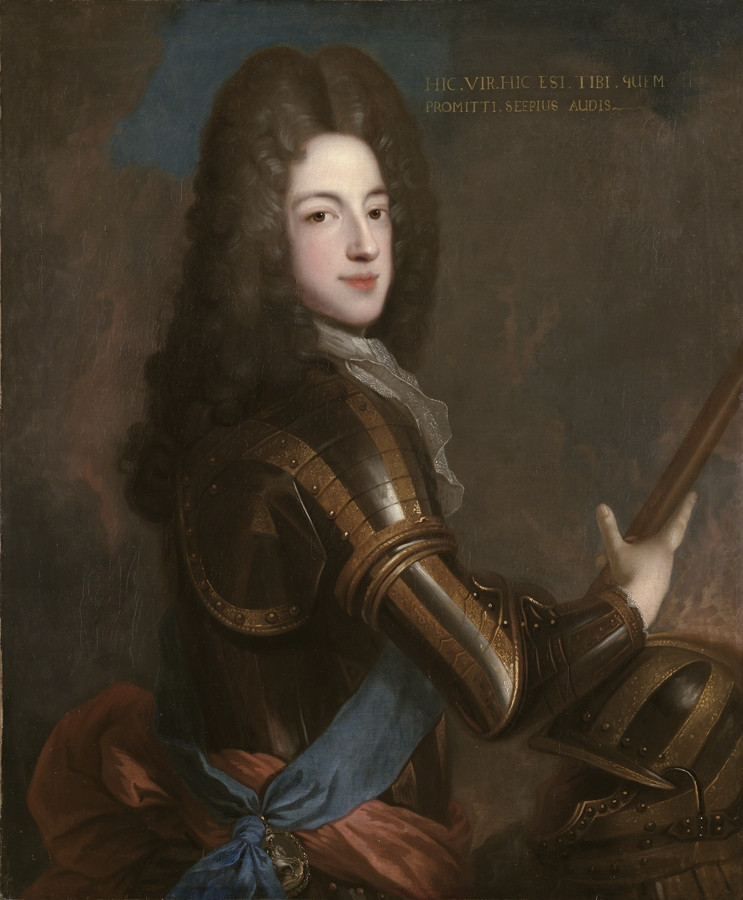
Con trai của James được những người ủng hộ ông gọi là vua "James III và VIII", và những kẻ thù của ông gọi là "kẻ tranh chấp ngai vàng cũ".

Con gái nhỏ của James là Anne lên làm Nữ vương sau khi vua William III qua đời vào năm 1702. Đạo luật Quyền kế vị (Act of Settlement) công bố rằng, nếu một loạt những người kế vị mà "Luật về các quyền" nêu ra không còn ai, thì Vương miện sẽ được trao cho một người bà con Đức, Sophia, Nữ Tuyển hầu tước xứ Hanover, và cho những người thừa kế theo Kháng Cách của bà. Sophia là cháu gái của vua James I của Anh (tức James VI của Scotland), thông qua con gái lớn của ông là Elizabeth Stuart - em gái của vua Charles I. Do đó, khi Nữ hoàng Anne mất vào năm 1714 (chưa đầy hai tháng trước khi Sophia mất), Vương miện được thừa kế bởi George I - con của Sophia, đồng thời là Tuyển hầu tước xứ Hanover và anh họ thứ hai của Nữ hoàng Anne.
Sau khi cựu vương James II qua đời, con trai của ông là James Francis Edward được tôn làm vua bởi Louis XIV của Pháp và những người bảo hộ còn lại của James (sau này được gọi là phái Jacobite), trở thành "James III và VIII". "Vua James III và VIII" này phất cờ nổi dậy tại xứ Scotland vào năm 1715 ít lâu sau khi vua George I lên nối ngôi, nhưng bị đánh tan tác. Phái Jacobite lại làm loạn vào năm 1745 dưới sự chỉ huy của Charles Edward Stuart, cháu nội của James II, và lại bị dẹp tan. Từ đó, không còn một cuộc bạo loạn lớn nào nhằm khôi phục quyền thừa kế của nhà Stuart bùng nổ nữa. Charles được "kế vị" bởi em trai của ông là Henry Benedict Stuart - Trưởng Hồng y đoàn của Giáo hội Công giáo. Henry là người thừa kế hợp pháp của cố vương James II, và sau đó không có người thân nào công khai đòi quyền kế vị Jacobite nữa.

## Nhận định
Những phân tích sử học về vua James II đã trải qua thay đổi đáng kể sau khi ông bị lật đổ. Ban đầu, các nhà sử học Đảng Whig, do Nam tước Macaulay dẫn dắt, phê phán ông là một ông vua chuyên quyền bạo ngược, và triều đại của ông là "sự tàn ác dẫn đến sự khùng điên". Những học giả sau đó, chẳng hạn như G. M. Trevelyan (con trai của Ngài George Trevelyan, Tòng Nam tước thứ hai - cháu trai của nhà sử học Macaulay) và David Ogg, trong khi có cái nhìn dung hòa hơn Macaulay, vẫn tiếp tục truyền thống của Macaulay trong thế kỷ XX, xem vua James II là một tên bạo chúa, những nỗ lựa tự do tôn giáo của ông là âm mưu lừa gạt, và triều đại của ông là một sai lầm trong suốt chiều dài lịch sử nước Anh. Trong Từ điển Lịch sử Tự nhiên "Dictionary of National Biography" do A. W. Ward viết năm 1892, vua James II "rõ ràng là kẻ có niềm tin chính trị và tôn giáo", dù không có "một chút đặc điểm nào của tinh thần yêu nước"; "việc ông ta theo Giáo hội La Mã trước hết đã để giải phóng cấp bách những thần dân Công giáo của ông ta, thứ hai là để đưa nước Anh trở lại thành một nước Công giáo, đó là những mục tiêu mà ông ta nhắm vào trong suốt thời gian trị vì."

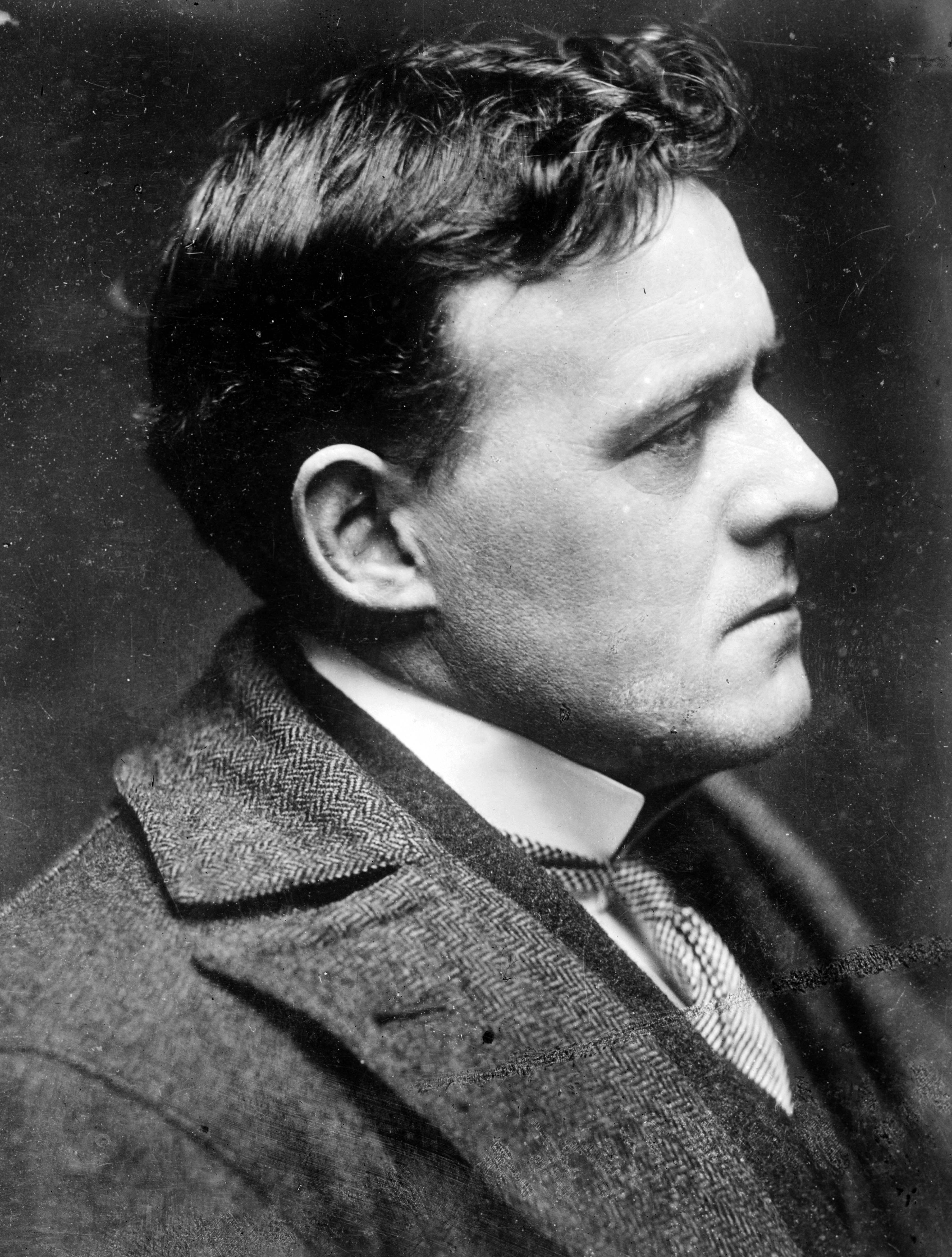
Belloc là một người người biện hộ tiêu biểu cho vua James II.

Nhà văn người Anh-Pháp Hilaire Belloc phá vỡ truyền thống này vào năm 1928. Belloc xem vua James II là một nhân vật đáng kính, vị vua tốt, còn những kẻ thù của ông thuộc "một nhóm nhỏ những kẻ gặp thời... đã phá hủy nền quân chủ xưa cũ của người Anh." Luận điểm của Hilaire Belloc không thể thay đổi cách nhìn chung của sử học về vua James II trong thời gian đó, nhưng trong các thập niên 1960 và 1970, hai tác giả Maurice Ashley và Stuart Prall đã bắt đầu thừa nhận lại rằng ông có ý tưởng khoan dung mọi tôn giáo, song vẫn nhấn mạnh về sự cai trị độc đoán của ông. Những học giả hiện đại này rời xa lối suy nghĩ thường thấy - tức lối tư tưởng chủ trương rằng cuộc Cách mạng Vinh quang và con đường không hề dứt của tiến bộ và dân chủ là không thể tránh khỏi. "Lịch sử là," Ashley viết, "xét cho cùng, câu chuyện của những con người và những cá nhân riêng, cũng như của các tầng lớp và quần chúng nhân dân." Ông đánh giá hai vua James II và William III là "những người có lý tưởng đồng thời nhược điểm của loài người." John Miller, viết về năm 2000, đồng ý với những ghi nhận về chế độ quân chủ chuyên chế của James, nhưng "mục tiêu chính của ông là bảo vệ quyền tự do tôn giáo và quyền công dân bình đẳng của người Công giáo. Mọi chính sách 'độc đoán'... về bản chất đều là để thực hiện được mục đích này." Vào năm 2004, W. A. Speck viết trong Từ điển mới Oxford Dictionary of National Biography, rằng "vua James đã đúng đắn thừa nhận quyền tự do tôn giáo, nhưng cũng tìm cách tăng cường uy lực của Quốc vương." Ông cũng nói thêm, khác với chính phủ của người Hà Lan, "James thật quá độc đoán để có thể kết hợp sự tự do đức tin và một chính phủ được lòng dân. Ông chống trả lại bất kỳ một sự hạn chế nào đối với uy quyền của Quân vương. Đó là lý do mà con tim của ông không có trong những sự nhượng bộ mà ông phải tiến hành vào năm 1688. Ông sẽ muốn sống trong cảnh đày ải mà vẫn còn giữ vững những nguyên tắc của mình hơn là tiếp tục trị vì với tư cách là một vị Quân vương ít quyền uy."
Những kết luận của Tim Harris trong cuốn sách năm 2006 của ông đã tóm lược những ý kiến khác nhau của các học giả đời sau đối với vua James II:
| “            | Hẳn là người ta sẽ không thể quyết định về James trong một thời gian dài… Liệu ông là một kẻ ích kỷ đã tin tưởng mù quáng vào niềm tin của minh… là một tên bạo vương đã chà đạp lên mong ước của phần lớn thần dân của ông (ít nhất là tại Anh Quốc và Scotland)… chỉ đơn thuần là một tên ngờ nghệch, hay thậm chí có thể hoàn toàn là một tên ngu xuẩn, không thể nhận thức được những thực tế của sức mạnh chính trị… Hay ông là một ông vua có hoài bão lớn lao và thậm chí là một ông vua sáng suốt—một tên bạo chúa anh minh hoàn toàn vượt trước thời đại ông, có lẽ—là vị vua chỉ cố gắng làm những gì ông nghĩ là tốt nhất đối với các thần dân của ông? | ” |
| — Tim Harris | |   |

## Tước hiệu và danh hiệu
- 14 tháng 10 năm 1633 – 6 tháng 2 năm 1685: Vương tử James
- 27 tháng 1 năm 1644 – 6 tháng 2 năm 1685: Công tước xứ York
- 10 tháng 5 năm 1659 – 6 tháng 2 1685: Bá tước xứ Ulster
- 31 tháng 12 năm 1660 – 6 tháng 2 năm 1685: Công tước xứ Albany
- trước 1 tháng 1 năm 1665 – 6 tháng 2 1685: Vương tử[147]
- 6 tháng 2 năm 1685 – 11 tháng 12 năm 1688: Kim thượng Đức Vua

  - Người theo phe Jacobite: Kim thượng Đức Vua

Danh hiệu chính thức của James ở Anh là "James đệ Nhị, trong Ân điển của Thiên chúa, Danh sách quân chủ Anh, Scotland, Pháp và Ireland, Người Bảo vệ Đức tin,...". Ở Scotland, ông là "James đệ Thất, trong Ân điển của Thiên chúa, vua của nước Scotland, Anh, Pháp và Ireland, Người Bảo vệ Đức tin...".
Ngoài ra, James còn được anh họ của mình là vua Louis XIV của Pháp phong cho tước Công tước xứ Normandie vào ngày 31 tháng 12 năm 1660. Sự kiện này diễn ra một vài tháng sau khi anh trai của James là Charles II được khôi phục vương vị vua Anh và Ireland (trước đó Charles đã là vua Scotland từ 1651). Việc này có thể là một động thái chính trị để ủng hộ James - bởi lẽ trước sau gì Charles cũng sẽ tự nhận cái tước hiệu Công tước xứ Normandie này.

## Huy hiệu
Trước khi nối ngôi, huy hiệu của James cũng là huy hiệu của vương quốc (mà ông sẽ kế thừa), khác ở chỗ huy hiệu sẽ có thêm một dải băng màu bạc chìa ra ba hình ermine vuông trắng rũ xuống  vắt ngang qua. Khi địa vị trữ quân của ông không bị đe dọa nữa, cái dải băng màu bạc ấy chỉ được sử dụng một cách hạn chế. Huy hiệu của vua James là Quarterly, I and IV Grandquarterly, Azure three fleurs-de-lis Or (cho phần Pháp) and Gules three lions passant guardant in pale Or (cho nước Anh); II Or a lion rampant within a tressure flory-counter-flory Gules (cho Scotland); III Azure a harp Or stringed Argent (cho Ireland).

Huy hiệu của Henry VIII của Anh khi ông là Công tước xứ York với huy hiệu của vương quốc Anh và vắt ngang bởi dải băng màu bạc chìa ra ba hình ermine vuông trắng rũ xuống vắt ngang qua. Nó cũng tương tự như huy hiệu của James II khi ngôi vị thừa kế của ông không chắc chắn
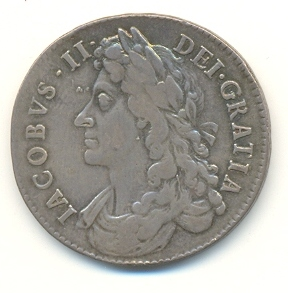
Đồng tiền nửa curon của vua James II, 1686
Huy hiệu Vua James II của Anh
Huy hiệu Vua James VII của Scotland

## Phả hệ
Trong bốn thế hệ của Nhà Stuart có tất cả 7 người làm quân chủ (không tính George I của Nhà Hanover). James II là quân chủ thứ 4 của Nhà Stuart, sau ông nội, cha, và anh trai, và trước hai người con gái của ông.
Tổ tiên
| \| \| \| \| \| \| \| \| \| \| \| \| \| \| \| \| \| \| \| \| 16. Matthew Stewart, Bá tước thứ 4 xứ Lennox \| \| \| \| \| \| \| \| \| \| \| \| \| \| \| \| \| \| \| \| \| \| \| \| \| \| \| \| \| \| \| \| \| \| \| \| \| \| \| \| \| \| \| \| \| \| \| \| \| \| \| \| \| \| 8. Henry Stuart, Công tước xứ Albany[150] \| \| \| \| \| \| \| \| \| \| \| \| \| \| \| \| \| \| \| \| \| \| \| \| \| \| \| \| \| \| \| \| \| \| \| \| \| \| \| \| \| \| \| \| \| \| \| \| \| \| \| \| \| \| 17. Margaret Douglas \| \| \| \| \| \| \| \| \| \| \| \| \| \| \| \| \| \| \| \| \| \| \| \| \| \| \| \| \| \| \| \| \| \| \| \| \| \| \| \| \| \| \| \| \| \| \| \| \| \| \| \| \| \| 4. James I của Anh \| \| \| \| \| \| \| \| \| \| \| \| \| \| \| \| \| \| \| \| \| \| \| \| \| \| \| \| \| \| \| \| \| \| \| \| \| \| \| \| \| \| \| \| \| \| \| \| \| \| \| \| \| \| 18. James V của Scotland \| \| \| \| \| \| \| \| \| \| \| \| \| \| \| \| \| \| \| \| \| \| \| \| \| \| \| \| \| \| \| \| \| \| \| \| \| \| \| \| \| \| \| \| \| \| \| \| \| \| \| \| \| \| 9. Mary I của Scotland[150] \| \| \| \| \| \| \| \| \| \| \| \| \| \| \| \| \| \| \| \| \| \| \| \| \| \| \| \| \| \| \| \| \| \| \| \| \| \| \| \| \| \| \| \| \| \| \| \| \| \| \| \| \| \| 19. Marie xứ Guise \| \| \| \| \| \| \| \| \| \| \| \| \| \| \| \| \| \| \| \| \| \| \| \| \| \| \| \| \| \| \| \| \| \| \| \| \| \| \| \| \| \| \| \| \| \| \| \| \| \| \| \| \| \| 2. Charles I của Anh \| \| \| \| \| \| \| \| \| \| \| \| \| \| \| \| \| \| \| \| \| \| \| \| \| \| \| \| \| \| \| \| \| \| \| \| \| \| \| \| \| \| \| \| \| \| \| \| \| \| \| \| \| \| 20. Christian III của Đan Mạch \| \| \| \| \| \| \| \| \| \| \| \| \| \| \| \| \| \| \| \| \| \| \| \| \| \| \| \| \| \| \| \| \| \| \| \| \| \| \| \| \| \| \| \| \| \| \| \| \| \| \| \| \| \| 10. Frederik II của Đan Mạch[151] \| \| \| \| \| \| \| \| \| \| \| \| \| \| \| \| \| \| \| \| \| \| \| \| \| \| \| \| \| \| \| \| \| \| \| \| \| \| \| \| \| \| \| \| \| \| \| \| \| \| \| \| \| \| 21. Dorothea xứ Sachsen-Lauenburg \| \| \| \| \| \| \| \| \| \| \| \| \| \| \| \| \| \| \| \| \| \| \| \| \| \| \| \| \| \| \| \| \| \| \| \| \| \| \| \| \| \| \| \| \| \| \| \| \| \| \| \| \| \| 5. Anna của Đan Mạch \| \| \| \| \| \| \| \| \| \| \| \| \| \| \| \| \| \| \| \| \| \| \| \| \| \| \| \| \| \| \| \| \| \| \| \| \| \| \| \| \| \| \| \| \| \| \| \| \| \| \| \| \| \| 22. Ulrich I xứ Mecklenburg \| \| \| \| \| \| \| \| \| \| \| \| \| \| \| \| \| \| \| \| \| \| \| \| \| \| \| \| \| \| \| \| \| \| \| \| \| \| \| \| \| \| \| \| \| \| \| \| \| \| \| \| \| \| 11. Sophie xứ Mecklenburg-Güstrow[151] \| \| \| \| \| \| \| \| \| \| \| \| \| \| \| \| \| \| \| \| \| \| \| \| \| \| \| \| \| \| \| \| \| \| \| \| \| \| \| \| \| \| \| \| \| \| \| \| \| \| \| \| \| \| 23. Elisabeth của Đan Mạch \| \| \| \| \| \| \| \| \| \| \| \| \| \| \| \| \| \| \| \| \| \| \| \| \| \| \| \| \| \| \| \| \| \| \| \| \| \| \| \| \| \| \| \| \| \| \| \| \| \| \| \| \| \| 1. James II của Anh \| \| \| \| \| \| \| \| \| \| \| \| \| \| \| \| \| \| \| \| \| \| \| \| \| \| \| \| \| \| \| \| \| \| \| \| \| \| \| \| \| \| \| \| \| \| \| \| \| \| \| \| \| \| 24. Enrique II của Navarra \| \| \| \| \| \| \| \| \| \| \| \| \| \| \| \| \| \| \| \| \| \| \| \| \| \| \| \| \| \| \| \| \| \| \| \| \| \| \| \| \| \| \| \| \| \| \| \| \| \| \| \| \| \| 12. Juana III của Navarra[152] \| \| \| \| \| \| \| \| \| \| \| \| \| \| \| \| \| \| \| \| \| \| \| \| \| \| \| \| \| \| \| \| \| \| \| \| \| \| \| \| \| \| \| \| \| \| \| \| \| \| \| \| \| \| 25. Marguerite xứ Angoulême \| \| \| \| \| \| \| \| \| \| \| \| \| \| \| \| \| \| \| \| \| \| \| \| \| \| \| \| \| \| \| \| \| \| \| \| \| \| \| \| \| \| \| \| \| \| \| \| \| \| \| \| \| \| 6. Henri IV của Pháp \| \| \| \| \| \| \| \| \| \| \| \| \| \| \| \| \| \| \| \| \| \| \| \| \| \| \| \| \| \| \| \| \| \| \| \| \| \| \| \| \| \| \| \| \| \| \| \| \| \| \| \| \| \| 26. Charles IV xứ Vendôme \| \| \| \| \| \| \| \| \| \| \| \| \| \| \| \| \| \| \| \| \| \| \| \| \| \| \| \| \| \| \| \| \| \| \| \| \| \| \| \| \| \| \| \| \| \| \| \| \| \| \| \| \| \| 13. Antoine I của Navarra[152] \| \| \| \| \| \| \| \| \| \| \| \| \| \| \| \| \| \| \| \| \| \| \| \| \| \| \| \| \| \| \| \| \| \| \| \| \| \| \| \| \| \| \| \| \| \| \| \| \| \| \| \| \| \| 27. Françoise xứ Alençon \| \| \| \| \| \| \| \| \| \| \| \| \| \| \| \| \| \| \| \| \| \| \| \| \| \| \| \| \| \| \| \| \| \| \| \| \| \| \| \| \| \| \| \| \| \| \| \| \| \| \| \| \| \| 3. Henriette Marie của Pháp \| \| \| \| \| \| \| \| \| \| \| \| \| \| \| \| \| \| \| \| \| \| \| \| \| \| \| \| \| \| \| \| \| \| \| \| \| \| \| \| \| \| \| \| \| \| \| \| \| \| \| \| \| \| 28. Cosimo I de' Medici \| \| \| \| \| \| \| \| \| \| \| \| \| \| \| \| \| \| \| \| \| \| \| \| \| \| \| \| \| \| \| \| \| \| \| \| \| \| \| \| \| \| \| \| \| \| \| \| \| \| \| \| \| \| 14. Francesco I de' Medici[152] \| \| \| \| \| \| \| \| \| \| \| \| \| \| \| \| \| \| \| \| \| \| \| \| \| \| \| \| \| \| \| \| \| \| \| \| \| \| \| \| \| \| \| \| \| \| \| \| \| \| \| \| \| \| 29. Leonor Álvarez de Toledo y Osorio \| \| \| \| \| \| \| \| \| \| \| \| \| \| \| \| \| \| \| \| \| \| \| \| \| \| \| \| \| \| \| \| \| \| \| \| \| \| \| \| \| \| \| \| \| \| \| \| \| \| \| \| \| \| 7. Maria de' Medici \| \| \| \| \| \| \| \| \| \| \| \| \| \| \| \| \| \| \| \| \| \| \| \| \| \| \| \| \| \| \| \| \| \| \| \| \| \| \| \| \| \| \| \| \| \| \| \| \| \| \| \| \| \| 30. Ferdinand I của Thánh chế La Mã \| \| \| \| \| \| \| \| \| \| \| \| \| \| \| \| \| \| \| \| \| \| \| \| \| \| \| \| \| \| \| \| \| \| \| \| \| \| \| \| \| \| \| \| \| \| \| \| \| \| \| \| \| \| 15. Johanna của Áo[152] \| \| \| \| \| \| \| \| \| \| \| \| \| \| \| \| \| \| \| \| \| \| \| \| \| \| \| \| \| \| \| \| \| \| \| \| \| \| \| \| \| \| \| \| \| \| \| \| \| \| \| \| \| \| 31. Anna của Bohemia và Hungary \| \| \| \| \| \| \| \| \| \| \| \| \| \| \| \| \| \| \| \| \| \| \| \| \| \| \| \| \| \| \| \| \| \| \| \| \| \| \| \| \| \| \| \| \| \| \| \| \| \| \| \| |                                              |  |  |  |  |  |  |  |  |  |  |  |  |  |  |  |
| |                                              |  |  |  |  |  |  |  |  |  |  |  |  |  |  |  |
| | 16. Matthew Stewart, Bá tước thứ 4 xứ Lennox |  |  |  |  |  |  |  |  |  |  |  |  |  |  |  |
| |                                              |  |  |  |  |  |  |  |  |  |  |  |  |  |  |  |
| |                                              |  |  |  |  |  |  |  |  |  |  |  |  |  |  |  |
| | 8. Henry Stuart, Công tước xứ Albany         |  |  |  |  |  |  |  |  |  |  |  |  |  |  |  |
| |                                              |  |  |  |  |  |  |  |  |  |  |  |  |  |  |  |
| |                                              |  |  |  |  |  |  |  |  |  |  |  |  |  |  |  |
| | 17. Margaret Douglas                         |  |  |  |  |  |  |  |  |  |  |  |  |  |  |  |
| |                                              |  |  |  |  |  |  |  |  |  |  |  |  |  |  |  |
| |                                              |  |  |  |  |  |  |  |  |  |  |  |  |  |  |  |
| | 4. James I của Anh                           |  |  |  |  |  |  |  |  |  |  |  |  |  |  |  |
| |                                              |  |  |  |  |  |  |  |  |  |  |  |  |  |  |  |
| |                                              |  |  |  |  |  |  |  |  |  |  |  |  |  |  |  |
| | 18. James V của Scotland                     |  |  |  |  |  |  |  |  |  |  |  |  |  |  |  |
| |                                              |  |  |  |  |  |  |  |  |  |  |  |  |  |  |  |
| |                                              |  |  |  |  |  |  |  |  |  |  |  |  |  |  |  |
| | 9. Mary I của Scotland                       |  |  |  |  |  |  |  |  |  |  |  |  |  |  |  |
| |                                              |  |  |  |  |  |  |  |  |  |  |  |  |  |  |  |
| |                                              |  |  |  |  |  |  |  |  |  |  |  |  |  |  |  |
| | 19. Marie xứ Guise                           |  |  |  |  |  |  |  |  |  |  |  |  |  |  |  |
| |                                              |  |  |  |  |  |  |  |  |  |  |  |  |  |  |  |
| |                                              |  |  |  |  |  |  |  |  |  |  |  |  |  |  |  |
| | 2. Charles I của Anh                         |  |  |  |  |  |  |  |  |  |  |  |  |  |  |  |
| |                                              |  |  |  |  |  |  |  |  |  |  |  |  |  |  |  |
| |                                              |  |  |  |  |  |  |  |  |  |  |  |  |  |  |  |
| | 20. Christian III của Đan Mạch               |  |  |  |  |  |  |  |  |  |  |  |  |  |  |  |
| |                                              |  |  |  |  |  |  |  |  |  |  |  |  |  |  |  |
| |                                              |  |  |  |  |  |  |  |  |  |  |  |  |  |  |  |
| | 10. Frederik II của Đan Mạch                 |  |  |  |  |  |  |  |  |  |  |  |  |  |  |  |
| |                                              |  |  |  |  |  |  |  |  |  |  |  |  |  |  |  |
| |                                              |  |  |  |  |  |  |  |  |  |  |  |  |  |  |  |
| | 21. Dorothea xứ Sachsen-Lauenburg            |  |  |  |  |  |  |  |  |  |  |  |  |  |  |  |
| |                                              |  |  |  |  |  |  |  |  |  |  |  |  |  |  |  |
| |                                              |  |  |  |  |  |  |  |  |  |  |  |  |  |  |  |
| | 5. Anna của Đan Mạch                         |  |  |  |  |  |  |  |  |  |  |  |  |  |  |  |
| |                                              |  |  |  |  |  |  |  |  |  |  |  |  |  |  |  |
| |                                              |  |  |  |  |  |  |  |  |  |  |  |  |  |  |  |
| | 22. Ulrich I xứ Mecklenburg                  |  |  |  |  |  |  |  |  |  |  |  |  |  |  |  |
| |                                              |  |  |  |  |  |  |  |  |  |  |  |  |  |  |  |
| |                                              |  |  |  |  |  |  |  |  |  |  |  |  |  |  |  |
| | 11. Sophie xứ Mecklenburg-Güstrow            |  |  |  |  |  |  |  |  |  |  |  |  |  |  |  |
| |                                              |  |  |  |  |  |  |  |  |  |  |  |  |  |  |  |
| |                                              |  |  |  |  |  |  |  |  |  |  |  |  |  |  |  |
| | 23. Elisabeth của Đan Mạch                   |  |  |  |  |  |  |  |  |  |  |  |  |  |  |  |
| |                                              |  |  |  |  |  |  |  |  |  |  |  |  |  |  |  |
| |                                              |  |  |  |  |  |  |  |  |  |  |  |  |  |  |  |
| | 1. James II của Anh                          |  |  |  |  |  |  |  |  |  |  |  |  |  |  |  |
| |                                              |  |  |  |  |  |  |  |  |  |  |  |  |  |  |  |
| |                                              |  |  |  |  |  |  |  |  |  |  |  |  |  |  |  |
| | 24. Enrique II của Navarra                   |  |  |  |  |  |  |  |  |  |  |  |  |  |  |  |
| |                                              |  |  |  |  |  |  |  |  |  |  |  |  |  |  |  |
| |                                              |  |  |  |  |  |  |  |  |  |  |  |  |  |  |  |
| | 12. Juana III của Navarra                    |  |  |  |  |  |  |  |  |  |  |  |  |  |  |  |
| |                                              |  |  |  |  |  |  |  |  |  |  |  |  |  |  |  |
| |                                              |  |  |  |  |  |  |  |  |  |  |  |  |  |  |  |
| | 25. Marguerite xứ Angoulême                  |  |  |  |  |  |  |  |  |  |  |  |  |  |  |  |
| |                                              |  |  |  |  |  |  |  |  |  |  |  |  |  |  |  |
| |                                              |  |  |  |  |  |  |  |  |  |  |  |  |  |  |  |
| | 6. Henri IV của Pháp                         |  |  |  |  |  |  |  |  |  |  |  |  |  |  |  |
| |                                              |  |  |  |  |  |  |  |  |  |  |  |  |  |  |  |
| |                                              |  |  |  |  |  |  |  |  |  |  |  |  |  |  |  |
| | 26. Charles IV xứ Vendôme                    |  |  |  |  |  |  |  |  |  |  |  |  |  |  |  |
| |                                              |  |  |  |  |  |  |  |  |  |  |  |  |  |  |  |
| |                                              |  |  |  |  |  |  |  |  |  |  |  |  |  |  |  |
| | 13. Antoine I của Navarra                    |  |  |  |  |  |  |  |  |  |  |  |  |  |  |  |
| |                                              |  |  |  |  |  |  |  |  |  |  |  |  |  |  |  |
| |                                              |  |  |  |  |  |  |  |  |  |  |  |  |  |  |  |
| | 27. Françoise xứ Alençon                     |  |  |  |  |  |  |  |  |  |  |  |  |  |  |  |
| |                                              |  |  |  |  |  |  |  |  |  |  |  |  |  |  |  |
| |                                              |  |  |  |  |  |  |  |  |  |  |  |  |  |  |  |
| | 3. Henriette Marie của Pháp                  |  |  |  |  |  |  |  |  |  |  |  |  |  |  |  |
| |                                              |  |  |  |  |  |  |  |  |  |  |  |  |  |  |  |
| |                                              |  |  |  |  |  |  |  |  |  |  |  |  |  |  |  |
| | 28. Cosimo I de' Medici                      |  |  |  |  |  |  |  |  |  |  |  |  |  |  |  |
| |                                              |  |  |  |  |  |  |  |  |  |  |  |  |  |  |  |
| |                                              |  |  |  |  |  |  |  |  |  |  |  |  |  |  |  |
| | 14. Francesco I de' Medici                   |  |  |  |  |  |  |  |  |  |  |  |  |  |  |  |
| |                                              |  |  |  |  |  |  |  |  |  |  |  |  |  |  |  |
| |                                              |  |  |  |  |  |  |  |  |  |  |  |  |  |  |  |
| | 29. Leonor Álvarez de Toledo y Osorio        |  |  |  |  |  |  |  |  |  |  |  |  |  |  |  |
| |                                              |  |  |  |  |  |  |  |  |  |  |  |  |  |  |  |
| |                                              |  |  |  |  |  |  |  |  |  |  |  |  |  |  |  |
| | 7. Maria de' Medici                          |  |  |  |  |  |  |  |  |  |  |  |  |  |  |  |
| |                                              |  |  |  |  |  |  |  |  |  |  |  |  |  |  |  |
| |                                              |  |  |  |  |  |  |  |  |  |  |  |  |  |  |  |
| | 30. Ferdinand I của Thánh chế La Mã          |  |  |  |  |  |  |  |  |  |  |  |  |  |  |  |
| |                                              |  |  |  |  |  |  |  |  |  |  |  |  |  |  |  |
| |                                              |  |  |  |  |  |  |  |  |  |  |  |  |  |  |  |
| | 15. Johanna của Áo                           |  |  |  |  |  |  |  |  |  |  |  |  |  |  |  |
| |                                              |  |  |  |  |  |  |  |  |  |  |  |  |  |  |  |
| |                                              |  |  |  |  |  |  |  |  |  |  |  |  |  |  |  |
| | 31. Anna của Bohemia và Hungary              |  |  |  |  |  |  |  |  |  |  |  |  |  |  |  |
| |                                              |  |  |  |  |  |  |  |  |  |  |  |  |  |  |  |
| |                                              |  |  |  |  |  |  |  |  |  |  |  |  |  |  |  |

## Con cái
| Tên                                                             | Sinh                     | Mất                       | Ghi chú |
| --------------------------------------------------------------- | ------------------------ | ------------------------- | --- |
| với Anne Hyde                                                   |                          |                           | |
| Charles, Công tước xứ Cambridge                                 | 22 Tháng 10, 1660        | Ngày 05 Tháng Năm 1661    | |
| Mary II                                                         | 30 tháng tư 1662         | Ngày 28 Tháng 12 1694     | kết hôn năm 1677, William III, Vương công xứ Orange, không có con |
| James, Công tước xứ Cambridge                                   | 12 tháng 7 năm 1663      | 20 tháng sáu, 1667        | |
| Anne I                                                          | 06 Tháng Hai 1665        | 01 tháng tám 1714         | kết hôn năm 1683, Jørgen của Đan Mạch, không có con còn sống |
| Charles, Công tước của Kendal                                   | ngày 04 tháng 7 1666     | 22 tháng năm, 1667        | |
| Edgar, Công tước xứ Cambridge                                   | ngày 14 tháng 9 năm 1667 | 08 tháng 6 năm 1671       | |
| Henrietta                                                       | ngày 13 tháng 1 năm 1669 | 15 tháng 11 1669          | |
| Catherine                                                       | 09 tháng hai 1671        | ngày 05 tháng 12 1671     | |
| với Maria xứ Modena                                             |                          |                           | |
| Catherine Laura                                                 | ngày 10 tháng 1 năm 1675 | Ngày 03 tháng 10 năm 1676 | . Chết vì co giật |
| Isabel                                                          | Ngày 28 tháng 8 năm 1676 | 02 Tháng 3 năm 1681       | |
| Charles, Công tước xứ Cambridge                                 | ngày 07 tháng 11 1677    | 12 tháng 12 năm 1677      | chết vì bệnh đậu mùa |
| Elizabeth                                                       | 1678                     | c. 1678                   | |
| Charlotte Maria                                                 | ngày 16 tháng tám 1682   | 16 Tháng 10 Năm 1682      | chết vì co giật |
| James Francis Edward Stuart                                     | 10 Tháng sáu 1688        | ngày 01 tháng 1 năm 1766  | kết hôn năm 1719, Mary Sobieski; có con |
| Louisa Maria Teresa                                             | Ngày 28 tháng sáu 1692   | 20 Tháng 4 Năm 1712       | |
| với Arabella Churchill                                          |                          |                           | |
| Henrietta FitzJames                                             | 1667                     | 3 tháng 4 năm 1730        | Kết hôn đầu tiên với Henry Waldegrave; có con. Kết hôn lần thứ hai với Piers Butler, Tử tước thứ 3 xứ Galmoye, không có con.                                                                                         |
| James FitzJames, Công tước thứ 1 xứ Berwick                     | Ngày 21 tháng 8 năm 1670 | 12 tháng 6 năm 1734       | |
| Henry FitzJames, Công tước thứ 1 xứ Albemarle                   | Tháng tám, 1673          | tháng mười hai, 1702      | |
| Arabella FitzJames                                              | 1674                     | ngày 7 tháng 11 năm 1704  | Trở thành một nữ tu. |
| với Catherine Sedley, Bá tước xứ Dorchester                     |                          |                           | |
| Catherine Darnley, Công tước phu nhân xứ Buckingham và Normanby | c. 1681                  | Ngày 13 tháng 3 năm 1743  | James bị quy trách nhiệm làm cha. Kết hôn, trước tiên, với James Annesley, Bá tước thứ ba của Anglesey và có con, Sau kết hôn lần thứ hai, John Sheffield, Công tước thứ 1 xứ Buckingham và Normanby và cũng có con. |
| James Darnley                                                   | 1684                     | 1685                      | |